# Волокославинское
Волокославинское — село в Кирилловском районе Вологодской области России.
Входит в состав Николоторжского сельского поселения, с точки зрения административно-территориального деления — центр Волокославинского сельсовета.
Расстояние до районного центра Кириллова по автодороге — 29 км, до центра муниципального образования Никольского Торжка по прямой — 4 км. Ближайшие населённые пункты — Сяминское, Ситьково, Левково, Брагино, Сопигино.

## Название
Топонимический словарь Вологодской области указывает на более раннее название Волок Словенский. Ильменские словене, придя на территорию, которая относится ныне к Кирилловскому району, принесли с собой свое племенное название, легшее в основу наименования реки (Словенка), озера (Словенское), селения Волок (Волочок) Словенский. С течением времени, не ранее XVIII в., звуковой облик топонимов несколько изменился: р. Словенка > р. Славянка, оз. Словенское > оз. Славянское, с. Волок Словенский > с. Волокославинское.
Л.В. Васильев предложил иную гипотезу. Согласно ей, название "Волокославинское" является вторичным ("отзвуком") по отношению к топониму Волокославского погоста Тихвинского уезда, который в XVI веке назывался Волок Хотславль.

## Население
| 2010 |
| ---- |
| 353  |

По переписи 2002 года население — 442 человека (210 мужчин, 232 женщины). Преобладающая национальность — русские (99 %).

## Достопримечательности
- В селе установлен бюст уроженца села — легендарного летчика, Героя Советского Союза Е. Н. Преображенского. В школе, носящей имя Героя, с 1976 года работает музей Е. Н. Преображенского[6].
- В Доме культуры работает музей гармони, созданный в 2005 году и обновивший экспозицию в 2009 году[7].